# Hà Văn Lâu
Hà Văn Lâu (9 tháng 12 năm 1918 – 6 tháng 12 năm 2016) là một chỉ huy quân sự, Đại tá Quân đội nhân dân Việt Nam và là một nhà ngoại giao Việt Nam.

## Thân thế
Hà Văn Lâu sinh ngày 9 tháng 12 năm 1918 ở làng Sình, ngã ba sông Hương, cách Huế không xa. Cha ông là thầy giáo tiểu học trường làng Hà Văn Phu, còn gọi là thầy Cửu Phu.
Khi lên 7 thì cha ông qua đời, được bà ngoại và mẹ nuôi nấng ăn học. Ông tốt nghiệp bậc Thành chung, nhưng do không có điều kiện nên phải thi công chức vào ngạch thư ký Tòa sứ.
Với ý định du học Pháp, ông xin vào học một trường quân sự của Pháp ở Đông Dương, sau đó tốt nghiệp hạ sĩ quan trừ bị (1942). Tuy nhiên, chính quyền Pháp sau đó giải tán các trường đào tạo huấn luyện và đình chỉ tăng quân, ông buộc lại phải trở về nghề cũ.
Thời gian này, ông gặp bà Nguyễn Tăng Diệu Hương, con nhà dòng dõi quý tộc trong triều đình Huế, rồi nên duyên vợ chồng.
Vì hoàn cảnh gia đình, ông thi vào ngành thương chánh. Năm 1943, ông được bổ nhiệm trông coi một đồng muối ở phủ Ninh Hòa, tỉnh Khánh Hòa.
Năm 1944, ông gia nhập mặt trận Việt Minh.

## Hoạt động quân sự
Năm 1945, ông là giảng viên và huấn luyện quân sự tại trường Thanh niên Tiền tuyến, trường quân sự đầu tiên do chính phủ Trần Trọng Kim lập.
Cách mạng tháng Tám thành công, do có kinh nghiệm huấn luyện tự vệ thời tiền Khởi nghĩa, ông được cử làm Ủy viên quân sự Nha Trang, Hiệu trưởng Trường huấn luyện quân sự Đồng Đế.
Sau khi quân Pháp quay lại xâm lược, ông làm Chỉ huy phó kiêm Tham mưu trưởng, rồi Chỉ huy trưởng Mặt trận Nha Trang. Chiến sự diễn ra ác liệt, Trần Công Khanh thay làm Chỉ huy trưởng, Nguyễn Thế Lâm làm Chỉ huy phó, Cao Văn Khánh làm Tham mưu trưởng.
Năm 1946, sau Hiệp định sơ bộ, ông được cử làm Trưởng phái đoàn sĩ quan liên lạc của Việt Nam ở Khánh Hòa-Nha Trang.
Sau 7 tuần, quân Pháp phá bỏ đình chiến, đánh bật quân Việt Nam rút về Phú Yên. Quân chủ lực Việt Nam của ba tỉnh Khánh Hòa, Phan Thiết, Ninh Thuận tổ chức thành một đại đoàn-Đại đoàn 27, do Cao Văn Khánh làm Đại đoàn trưởng và Hà Văn Lâu làm Đại đoàn phó.
Đầu tháng 12 năm 1946, Mặt trận Ninh Hòa bị vỡ. Bí thư Xứ ủy Trung Kỳ kiêm Chủ tịch Việt Minh Trung Bộ Nguyễn Chí Thanh triệu Hà Văn Lâu về Huế. Tại đây, ông làm Trung đoàn trưởng Trung đoàn Trần Cao Vân, Chỉ huy trưởng Mặt trận Huế sau đó kiêm Chủ tịch Ủy ban Kháng chiến Thừa Thiên Huế.
Ngày 19 tháng 12 năm 1946, toàn quốc kháng chiến bùng nổ, ông chỉ huy Mặt trận Huế. Sau đó rút quân về xây dựng chiến khu Hòa Mỹ, làm Tư lệnh Mặt trận Bình-Trị-Thiên.
Năm 1949, trên chiến trường chính Bắc Bộ, quân chủ lực mở chiến dịch tấn công vào quân đội viễn chinh Pháp ở các tỉnh Hòa Bình, Phúc Yên, Bắc Ninh, Bắc Giang. Mặt trận Bình-Trị-Thiên mở Chiến dịch phối hợp do Hà Văn Lâu làm Chỉ huy trưởng.
Năm 1951, ông được bổ nhiệm về công tác ở Cục tác chiến giữ chức Cục phó (Cục trưởng Đỗ Đức Kiên). Với cương vị này, ông tham gia chỉ huy chiến dịch đông – xuân 1951 – 1952, chiến dịch thu-đông 1952 và chiến cục đông – xuân 1953 – 1954 với đỉnh cao là chiến dịch lịch sử Điện Biên Phủ. Cấp bậc của ông trong thời gian này là đại tá.

## Công tác ngoại giao
Năm 1954 ông tham dự Hội nghị Genève với vai trò chuyên viên quân sự của phái đoàn Việt Nam Dân chủ cộng hòa,
Năm 1962 ông tham dự Hội nghị quốc tế về Lào, 1968 - dự hội nghị quốc tế về Campuchia, các hội nghị về phong trào không liên kết...
Sau đó ông làm đại sứ Việt Nam tại Cuba (từ 18/1/1974, thay Nguyễn Ngọc Sơn), kiêm Cộng hòa Argentina (từ 21-8-1974, đến 31-5-1975 được thay bởi Nguyễn Tiến Thông), kiêm nhiệm chức Đại sứ đặc mệnh toàn quyền tại Jamaica và Guyana., tại Liên Hợp Quốc năm 1978 – 1982.
Năm 1982 ông được bổ nhiệm Thứ trưởng Bộ Ngoại giao và Trưởng ban Việt kiều Trung ương, năm 1984 giữ chức Đại sứ Việt Nam tại Pháp kiêm đại sứ Việt Nam tại Bỉ, Hà Lan và Luxemburg.
Ông mất ngày 6 tháng 12 năm 2016 tại TPHCM.

## Đôi dép Bình-Trị-Thiên
Ngày trước, ông từng thấy một số phu xe dùng vỏ ruột xe kéo hay mo cau để làm dép, mà trong các trận đánh lại có nhiều vỏ ruột xe hơi, xe quân sự còn sót lại. Tháng 3 năm 1947, ông nhờ Sáu Đen thử tạo một số đôi dép bằng vỏ ruột xe hơi. Loại dép đó lại vô tình thích nghi tốt trên mọi địa hình, trong hầu hết mọi điều kiện chiến đấu trở nên phổ biến trong bộ đội. Năm 1948, ở chợ xép thuộc chiến khu Hòa Mỹ (Thừa Thiên) đã xuất hiện những hàng quán bán dép cho bộ đội. Vì dép có xuất xứ ở Thừa Thiên nên dép được gọi là dép Bình Trị Thiên, có nơi còn gọi dép lốp, dép râu. Bản thân Chủ tịch Hồ Chí Minh cũng đi loại dép này, được làm từ lốp ô tô nhà binh Pháp bị bộ đội Việt Nam đánh úp tại Việt Bắc.

## Gia đình
Vợ ông là Nguyễn Tăng Diệu Hương, bà là con gái của ông Hường Lô Tự Khanh Nguyễn Tăng Lộc và bà Công Tôn Nữ Tuyền Kinh là cháu ngoại của nhà thơ Tuy Lý vương, hoàng tử triều Nguyễn.
Ông có con trai Hà Tăng Lâm, là kỹ sư điện tử. Vợ ông Lâm là Vương Kiều Oanh, con gái của Vương Quốc Mỹ, Thứ trưởng Bộ Xây dựng.
Cháu nội ông là Hà Kiều Anh, người đăng quang hoa hậu báo Tiền Phong lần thứ 3 vào ngày 20 tháng 9 năm 1992 tại nhà thi đấu Phan Đình Phùng, TP Hồ Chí Minh năm 16 tuổi.